# 降龙草
降龙草（学名：Hemiboea subcapitata）为苦苣苔科半蒴苣苔属下的一个种。

## 变种
- 污毛降龙草（学名：Hemiboea subcapitata var. sordidopuberula）为苦苣苔科半蒴苣苔属下的一个变种。
- 密齿降龙草（学名：Hemiboea subcapitata var. denticulata）为苦苣苔科半蒴苣苔属下的一个变种。

## 扩展阅读
- 維基物種上的相關：降龙草